# ستيفان تيتور ثورذارسون
ستيفان تيتور ثورذارسون هو لاعب كرة قدم آيسلندي في مركز مهاجم ‏، ولد في 16 أكتوبر 1998 في آيسلندا. شارك مع منتخب آيسلندا تحت 21 سنة لكرة القدم. أما مع النوادي، فقد لعب مع ابروتاباندلاج أكرانيس.

## وصلات خارجية
- ستيفان تيتور ثورذارسون على موقع الاتحاد الأوربي (الإنجليزية)
- ستيفان تيتور ثورذارسون على موقع قاعدة بيانات كرة القدم.إي يو (الإنجليزية)
- ستيفان تيتور ثورذارسون على موقع ناشيونال فوتبول تيمز (الإنجليزية)
- ستيفان تيتور ثورذارسون على موقع Soccerway.com (الإنجليزية)